# Adolfo Luis González Rodríguez
Adolfo Luis González Rodríguez (n. Sevilla, España; 28 de octubre de 1951), político español del Partido Popular.

## Trayectoria
Era "diputado" por Sevilla en el Congreso de los Diputados dentro del Partido Popular.
También es Vicepresidente Segundo de la Comisión de Educación y Ciencia, Vocal de la Comisión de Cultura, Vocal de la Comisión de Cooperación Internacional para el Desarrollo y Vocal de la Delegación española en el Grupo de Amistad con la Asamblea Nacional de la República de Corea.
Es Doctor en Historia de América. Profesor Titular de Historia de América en la Universidad de Sevilla, y Vicerrector de Extensión Cultural, de la misma Universidad antes de incorporarse a la vida política.

## Vida personal
Adolfo González está casado y tiene tres hijos.